# 摩奴法論
《摩奴法論》（中文譯名又作《摩奴法典》，中國學者蔣忠新指出मनुस्मृति（Manusmṛti）即「摩奴傳承」，狹義上專指「法論」）是婆羅門教倫理規範的一部法論，託名由婆羅門教裡的印度人種始祖摩奴所撰，實際寫成年代不詳，現今學者相信大約為公元前2世紀至公元2世紀。本書分十二章，內容涉及禮儀、習俗、教育、道德、法律、宗教、哲學、政治、經濟、軍事、外交等等，構建出以四大種姓為基礎的社會模式。本法論出現後，長期成為印度教的法制權威，至近現代仍具有影響力，並被視為研究印度社會的基本文獻。

## 本書的編成

### 編寫目的
編寫本書作者（作者群），據中國學者季羨林的說法，是屬於婆羅門階層的人士，而編寫的目的，在於維繫以婆羅門為中心的社會秩序，因而「挖空心思，捏造神話，創制律條，規定風習」。季羨林又指出，婆羅門編寫的內容與其時代的社會並非完全脗合，有一些則是他們的主觀想法。

### 成書年代
據舊有說法，本書是由梵天親身啟示給摩奴，然後由婆利古仙發表的。到了近代，學者們對本書的編成作過研究，中國學者劉家和歸納指出，本書當中部份內容反映了很古的風俗（例如婚姻、生子的某些規定），同時亦提到希臘人、塞人、支那人（原文為 Cina shana，与「秦」字發音Qin相去甚遠，即中國人），以此推斷本書編成很難早於公元前3世紀。但本書並非寫成於一時一刻，因書中內容涵蓋不同時期的內容。自19世紀時期學者畢勒爾所提出的成書於公元前2世紀至公元2世紀的說法後，成為了本書編成年代的主要說法。
印度學者迦奈則提出另一種學說，認為本書有「原始的」和「較晚的」兩種，前者於公元前4世紀便已寫成，後者則是我們現在看到的版本。
此外，尚有學者代立特提出的成書於公元前2世紀至公元1世紀的主張。

## 內容
- 第一章：創世說、本書提要
- 第二章：「法」的定義和本源、再生人的聖禮和宗教義務、梵行期的法
- 第三章：家居期的法（一）
- 第四章：家居期的法（二）
- 第五章：家居期的法（三）
- 第六章：林居期的法、遁世期的法
- 第七章：國王的法（一）
- 第八章：國王的法（二）
- 第九章：國王的法（三）
- 第十章：雜種姓、四種姓的職業
- 第十一章：贖罪法
- 第十二章：行為的果報──轉世與解脫

※以上各項，以上各項，參見蔣忠新翻譯《摩奴法論》的原書目錄。

## 社會作用
《摩奴法論》屬於法經、法論性質，由婆羅門根據吠陀經典，結合古來習慣編成的教律與法律，並加進了其他神話思想而成的作品，純粹談法律的部份僅佔全書四份之一左右。全書以種姓制度為核心，論及各種姓的地位、權利和義務，規定了人們對種姓制度若有依違時的獎罰，並用「來世」的宗教思想作為這種獎罰的補充，因而達到了維護種姓制度的作用。
在印度古代，本書固然起到了根深柢固的影響，甚至到了近代，英國人統治印度時，也注意到本書的重要性，可見本書的社會作用不僅限於古印度。
在東南亞古代印度化國家(緬甸、泰國、柬埔寨和爪哇)，也使用摩奴法典作日常法律。

## 研究價值
本書中所包含的資料，令後世研究古代印度的各個方面，均有相當幫助。中國學者季羨林指出，《摩奴法論》能有助人們了解古印度的社會經濟情形，例如封建社會的起源問題，又例如從本書中出現許多對商人的具體規定，受到重視，由此可知本書編寫年代時的商人發展歷史。

## 中譯本
據中國學者蔣忠新所說，本書有許多譯法，漢文歷來譯作《摩奴法典》，但蔣忠新認為此譯法會「容易使人把它誤解為同羅馬法典一樣的法律匯編」。這個譯名的概念源自歐洲，後來日本把它引進，以致傳以成俗。蔣忠新提出，在梵漢翻譯史上，「法論」兩個字是傳統的譯法，其中的「法」專指「善人的行為」，「論」具有「教訓」、「學問」、「學說」的含義，因而《摩奴法論》是合適的譯名。
現時《摩奴法論》有學者馬香雪譯本、蔣忠新譯本、江平譯本等等。馬香雪譯本曾由北京商務印書館出版簡體字版本，以及台灣商務印書館出版繁體字版本。；蔣忠新譯本有中國社會科學出版社出版的簡體字版本。江平譯本則有法律出版社出版。